# Yeonggwang-eup
Yeonggwang-eup (koreanska: 영광읍)  är en köping i kommunen Yeonggwang-gun i provinsen Södra Jeolla i den sydvästra delen av Sydkorea, 260 km söder om huvudstaden Seoul. Det är kommunens administrativa huvudort.